# Lee Jung-jae
Lee Jung-jae (koreanska:이정재), född 15 december 1972 i Seoul, Sydkorea, är en sydkoreansk skådespelare och fotomodell. Han är känd för att spela rollen som Seong Gi-hun i den sydkoreanska Netflix-serien Squid Game från 2021.

## Filmografi
- 2000 – Il Mare
- 2010 – The Housemaid
- 2021–2024 – Squid Game (TV-serie)
- 2022 – Hunt
- 2024 – The Acolyte (TV-serie)